# Національне шосе (Австралія)

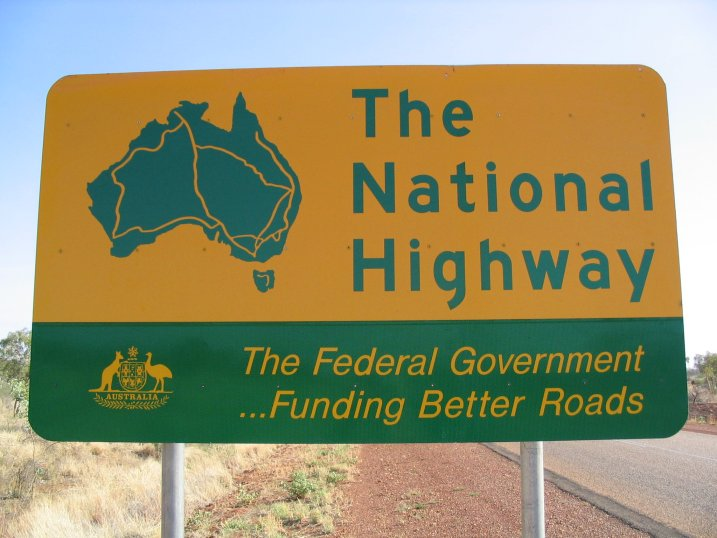
Дорожній знак національного шосе.

Карта національної системи автомобільних доріг

Національне шосе (частина національної наземної транспортної мережі) — це система доріг, що з’єднує всі материкові штати та території Австралії, а також основна мережа шосе та автомагістралей, що з’єднують столиці Австралії та великі регіональні центри.

## Історія
Національне фінансування доріг почалося в 1920-х роках, коли федеральний уряд робив внесок у будівництво основних доріг, якими керує уряд штату та території. Проте до 1974 року федеральний уряд повністю не фінансував жодної дороги коли уряд Вітлема запровадив Закон про національні дороги 1974 року. Відповідно до закону, штати все ще відповідали за будівництво та утримання доріг, але отримували повну компенсацію за гроші, витрачені на затверджені проекти.
У 1977 році Закон 1974 року було замінено Законом про державні субсидії (дороги) 1977 року, який містив аналогічні положення щодо визначення «національних автомобільних доріг».
У 1988 році національне шосе було переосмислено відповідно до Закону про розвиток наземного транспорту в Австралії (ALTD) 1988 року, який мав різні поправки до 2003 року. Закон 1988 року в основному стосувався фінансування розвитку доріг у співпраці з урядами штатів. Федеральний міністр транспорту визначив компоненти національної автомагістралі, а також категорію «Дороги національного значення» "Road of National Importance" (RONI), з наслідками федерального фінансування. Розділ 10.5 Закону вимагав від державних дорожніх органів часто розміщувати помітні знаки на національних автомагістралях і проектах RONI, що фінансуються федеральним урядом.

## Перелік доріг національної мережі наземного транспорту
- Сідней – Мельбурн – автострада Х’юм/Шосе Х’юм/Шосе Х’юм
- Сідней – Брисбен – Тихоокеанська автомагістраль (Сідней–Ньюкасл), маршрут Нової Англії та Каннінгемського шосе, а також маршрут Тихоокеанського шосе
- Брисбен – Кернс – шосе Брюс
- Брисбен – Дарвін – шосе Варрего, Лендсборо, Барклі та Стюарт
- Брисбен – Мельбурн – шосе Уоррего, Гор, Ньюелл і Гоулберн-Веллі та автострада Х’юм
- Мельбурн – Аделаїда – Західне шосе, Західне шосе, Дюкське шосе та Південно-Східне шосе
- Аделаїда – Дарвін – Порт-Вейкфілд-роуд, шосе Огаста та шосе Стюарт
- Аделаїда – Сідней – шосе Стерт та Х’юм/автомагістраль Х’юм
- Аделаїда – Перт – Порт-Вейкфілд-Роуд, Огаста-Шосе, Ейр, Кулгарді-Есперанс (частково) і Великі Східні Шосе
- Перт – Дарвін – Грейт-Нортерн, шосе Вікторія і Стюарт
- Сідней – Канберра – автомагістраль Х’юм/шосе Х’юм і Федеральне шосе
- Мельбурн – Канберра – автострада Х’юм/шосе Х’юм та шосе Бартон
- Гобарт – Берні, включаючи сполучення з Лонсестона до Белл-Бей – Брукер, Мідлендс і шосе Басс
- Таунсвілль – Маунт-Айза – шосе Фліндерс
- Мельбурн до Сейлу – Принсесс-шосе.
- Перт – Банбері – Південно-Західне шосе
- Мельбурн – Мілдьюра – шосе Колдер
- Сідней – Даббо – Грейт Вестерн та Мітчелл шосе
- Сідней – Вуллонгонг – автомагістраль Принсесс-шосе
- Мельбурн – Джилонг – Принсесс-шосе
- деякі міські сполучення в Сіднеї, Мельбурні, Брисбені, Перті та Аделаїді, що з’єднують міжміські сполучення між собою та з портами та аеропортами.